# Katalin Sipos
Katalin Sipos (* 25. Oktober 1986 in Pécs) ist eine ungarische Fußballschiedsrichterin.
Seit 2019 steht Sipos auf der Liste der FIFA-Schiedsrichter und leitet internationale Fußballpartien. Sie gehört zur Gruppe der First-Category-Schiedsrichterinnen der UEFA.
Bei der U-19-Europameisterschaft 2022 in Tschechien leitete Sipos zwei Gruppenspiele.
Zudem leitete bzw. leitet Sipos Spiele in der Women’s Nations League, in der Women’s Champions League, in der Qualifikation für die Europameisterschaft 2022 in England (vier Spiele), in der europäischen WM-Qualifikation für die Weltmeisterschaft 2023 in Australien und Neuseeland (zwei Spiele) sowie Freundschaftsspiele.